# Володимир Бобинець
Володимир Бобинець або Волтер Бобинець (англ. Walter Bobynec) — канадський футболіст українського походження.

## Біографія
Найймовірніше, виїхав до Канади під час Другої світової війни.
Виступав за низку канадських футбольних клубів, створених українцями-емігрантами. Почав кар'єру футболіста у клубі «Стріла» (Оттава), після чого перебрався в більш відомі «Торонто Юкрейніенс» та «Тризуб» (Торонто). Закінчив кар'єру виступами за команду Канадійсько-Українського Інституту «Просвіта» під назвою ІПАК (англ. Institute Prosvita Atletic Club).
Подальша доля невідома.